# 環境防災研究科
環境防災研究科（かんきょうぼうさいけんきゅうか）とは、防災に関して科学的に高度な研究し教育することを目的とした日本の大学院研究科。
富士常葉大学大学院に設置されている。同大学院では環境防災学専攻があり、防災のマネジメントとプランニングを研究分野としている。